# Redwatch
Redwatch (zu deutsch etwa „Überwachung der Roten“) ist eine rechtsextreme Website aus Großbritannien. Es werden dort Namen und Bilder und zum Teil sogar Adressen von politischen Gegnern veröffentlicht und gedroht, „sie alle bezahlen für ihre Verbrechen.“ Unter anderem sind Journalisten betroffen, die sich kritisch zum Thema Rechtsextremismus geäußert haben. Ihr Ziel ist es, Kritiker zu verunsichern und zu verängstigen.
Die Website wurde von Simon Sheppard, einem ehemaligen Mitglied der British National Party, sowie Aktivist des rechtsextremen Netzwerkes Blood & Honour, erstellt. Um Opfer von Redwatch zu werden, reicht es oft schon, an Demonstrationen teilzunehmen. 
Ein großer Teil des Angebotes besteht aus Bildern von Demonstranten, die ohne einen persönlichen Bezug veröffentlicht werden. Zwischenzeitlich existierten auch ein deutschsprachiger und ein polnischsprachiger Ableger.
Die ursprünglichen Domains wurden durch die britischen Behörden 2006 stillgelegt. Polnische und englische Versionen sind jedoch weiter abrufbar (Stand: April 2009), letztere von US-amerikanischen Servern.
Die Website kann der Anti-Antifa-Bewegung zugeordnet werden.